# Hélène Devilleneuve
Hélène Devilleneuve est une hautboïste française née à Avignon en 1969.

## Biographie
Après des études au Conservatoire de Versailles, dans la classe de Gaston Longatte puis de Michel Descarsin, Hélène Devilleneuve intègre en 1989 le Conservatoire national supérieur de musique et de danse de Paris ( CNSMP) où elle remporte un premier prix de hautbois (classe de David Walter et Maurice Bourgue) et un premier prix de musique de chambre (classe de Christian Lardé), avant de se perfectionner auprès de Maurice Bourgue et Jean-Louis Capezzali, toujours au CNSMP. En 1994, elle est lauréate du Concours international de hautbois de Tokyo.
Hélène Devilleneuve entre à l'Orchestre philharmonique royal des Flandres (deFilharmonie) à Anvers, en qualité de hautbois solo en 1992 avant d'être nommée, en 1995, au poste de hautbois super soliste de l'Orchestre philharmonique de Radio France aux côtés de Jean-Louis Capezzali, poste qu'elle occupe toujours. Elle joue sous la direction de Marek Janowski,  Myung-Whun Chung, Pierre Boulez, Gustavo Dudamel, Vladimir Fedosseïev, Mikko Franck, Valeri Guerguiev, Jukka-Pekka Saraste, Esa-Pekka Salonen.
En musique de chambre, elle intègre à sa fondation en 1991 l'Ensemble Court-Circuit où elle crée notamment des œuvres de Gérard Grisey, Marc-André Dalbavie, Michael Jarrell. Elle se produit également au sein de l'Ensemble Ictus, de l'Ensemble intercontemporain ou comme partenaire du Trio Wanderer, du Quatuor Chilingirian, du Quatuor Sine Nomine, du pianiste François-Frédéric Guy ou encore du violoncelliste Jean-Guihen Queyras.

## Enseignement
Hélène Devilleneuve enseigne au Conservatoire à rayonnement régional d'Aubervilliers jusqu'en septembre 2015 et au Conservatoire Hector-Berlioz du 10e arrondissement de Paris, ainsi qu'au Pôle Sup d'Aubervilliers[réf. nécessaire]. En 2015, elle est nommée enseignante au conservatoire à rayonnement régional de Saint-Maur-des-Fossés.

Au Conservatoire national supérieur de musique et de danse de Paris, elle enseigne en pédagogie (Formation à l'enseignement 2e cycle supérieur) et en disciplines instrumentales classiques et contemporaines (lecture à vue pour les bois).
En 2011, elle est membre du jury du Concours international de musique de l'ARD de Munich.

## Instrument
Elle jouait jusque-là un hautbois Rigoutat avant d'être passée à un hautbois Buffet-Crampon. 

## Enregistrements
- 2008 : Ludwig van Beethoven, Concerto pour piano n° 4 et Quintette pour piano et vents (Naïve)
- 2004 : Elliott Carter, Alexis Descharmes, Œuvres avec violoncelle (Assai)
- 2000 : Henri Brod, Œuvres pour harpe, hautbois et basson (Talent)
- 1999 : Gérard Grisey, Orchestre de l'Opéra et du Musée de Francfort (de), Sylvain Cambreling, Ensemble Court-Circuit, Pierre-André Valade, Les Espaces acoustiques (Accord)
- 1997 : Hugues Dufourt, Ensemble Fa, Dominique My, The Watery Star, An Schwager Kosmos, Quatuor de saxophones, L'Espaces aux Ombres (Accord)